# Barwon Highway
Der Barwon Highway ist eine Fernstraße im Südosten des australischen Bundesstaates Queensland. Er verbindet den Leichhardt Highway (NA39) in Goondiwindi mit dem Carnarvon Highway (R46) in Nindigully, 44 km südöstlich von St. George.
Die Straße erhielt ihren Namen vom Barwon River, der in derselben Richtung wie sie fließt, aber weiter südlich an der Grenze zu New South Wales.

## Nationalstraße 85
Der Highway war früher Teil der alten Nationalstraße 85, die sich über den Gore Highway (NA39), den New England Highway (A3), die Esk Hampton Road (S85), den Brisbane Valley Highway (S85) und den D’Aguilar Highway (S85) bis nach Caboolture hinzog.
Der höchste Punkt im Verlauf des Highways liegt auf 236 m, der niedrigste auf 181 m.

## Viehtriebroute
Wie viele australische Straßen folgt auch der Barwon Highway einer alten Viehtriebroute. Der Straßenkorridor ist breiter als der anderer Straßen (bis zu 1.600 m). Beim Blick auf ein Luftbild (oder die Satellitenaufnahme von Google Maps) kann man die große Breite am westlichen Ende des Korridors (zwischen Talwood und Nindigully) klar an den unterschiedlichen Farben für das Akazienbuschland und für die angrenzenden landwirtschaftlich genutzten Flächen erkennen.